# Vianos
Vianos là một đô thị ở tỉnh Albacete nằm ở cộng đồng tự trị Castile-La Mancha của Tây Ban Nha. Đô thị Vianos có diện tích là 128,04 ki-lô-mét vuông, dân số năm 2009 là 412 người với mật độ 3,22 người/km². Đô thị Vianos có cự ly 92 km so với tỉnh lỵ Albacete.